# Ковальов Олексій Федорович
Олексі́й Фе́дорович Ковальо́в (нар. 1913 — пом. 1987) — радянський військовик часів Другої світової війни, командир гармати 1083-го стрілецького полку 312-ї стрілецької дивізії 69-ї армії, старший сержант. Герой Радянського Союзу (1944).

## Життєпис
Народився 23 березня 1913 року в селі Токарівці, нині Дворічанського району Харківської області, в селянській родині. Українець. Здобув неповну середню освіту. Працював трактористом у місцевому колгоспі.
У 1935—1937 роках перебував у лавах РСЧА на посаді навідника гармати в 11-й стрілецькій дивізії Ленінградського військового округу. Після демобілізації працював у Дворічанській райспоживспілці.
Вдруге призваний до лав РСЧА у травні 1941 року. Учасник німецько-радянської війни з червня 1941 року. Воював на Західному, Резервному, Брянському, Південно-Західному, Південному, Північно-Кавказькому, Закавказькому, 2-му Прибалтійському та 1-му Білоруському фронтах. Був навідником, командиром гармати, командиром вогневого взводу артилерійської батареї. Член ВКП(б) з 1943 року. П'ять разів був поранений.
Особливо командир гармати 1083-го стрілецького полку 312-ї стрілецької дивізії старший сержант О. Ф. Ковальов відзначився під час літнього наступу 1944 року. 19 липня в бою за село Радіщево Смоленської області залишився один біля гармати й прийняв нерівний бій з німецькими танками, в ході якого підбив 7 танків супротивника. Під час прориву оборони супротивника поблизу села Карманово з прямої наводки знищив дві 57-мм гармати супротивника. 18 липня в бою за висоту 206.9 на території Волинської області підбив один важкий танк ворога. 20 липня першим зі своєю гарматою форсував річку Західний Буг і влучним вогнем підтримував переправу стрілецьких підрозділів, знищивши три САУ «Фердинанд».
У 1945 році закінчив курси молодших лейтенантів. Проходив військову службу у складі Групи радянських окупаційних військ у Німеччині. У серпні 1946 року лейтенант О. Ф. Ковальов вийшов у запас.
Повернувся в рідне село. Обирався головою Токарівської сільської ради, працював бухгалтером у колгоспі. У 1953 році переїхав на Донбас. Працював бухгалтером-ревізором на підприємстві «Луганськвугілля», економістом-контролером тресту «Лисичанськхімнафтобуд».
Мешкав у місті Лисичанську Луганської області, де й помер 30 листопада 1987 року.

## Нагороди
Указом Президії Верховної Ради СРСР від 25 вересня 1944 року «за зразкове виконання бойових завдань командування на фронті боротьби з німецькими загарбниками та виявлені при цьому відвагу і героїзм», старшому сержантові Ковальову Олексію Федоровичу присвоєне звання Героя Радянського Союзу з врученням ордена Леніна і медалі «Золота Зірка» (№ 3055).
Також нагороджений орденами Вітчизняної війни 1-го (11.03.1985) та 2-го (25.07.1944) ступенів, двома орденами Червоної Зірки (12.07.1944, 15.05.1945) і медалями.